# Peridiole

Querschnitt einer Peridiole: (a) Hülle, (b) Sporen, (c) Basidien, (d) Täschchen, (e) Myzelstrang (Funiculus), (f) „hapteron“ und (g) Mittelstück

Als Peridiole bezeichnet man die rundlichen oder linsenförmigen Körperchen (Sporenbehälter), in denen bei Teuerlingen und Nestlingen die Sporen gebildet werden. Sie werden als Ganzes verbreitet und besitzen eine dauerhafte Hülle. Bei den Teuerlingen sind die Peridiolen über einen nabelschnurartgen Hyphenstrang an der Innenseite des Bechers (Peridie) verbunden, den man als Funiculus bezeichnet.